# سامي اللنقاوي
سامي اللنقاوي (1972 - 1997) هو لاعب كرة قدم كويتي سابق. يلعب كمدافع.

## مشواره معالنادي العربي
بدأ اللاعب سامي عبد الله اللنقاوي مشواره الكروي مع النادي العربي حين كان في سن الخامسة عشرة، وذلك في سنة 1987، وتدرج حتى وصل إلى الفريق الأول، وفي عام 1991 لعب أولى مبارياته مع الفريق الأول للعربي أمام نادي الساحل وفي حين سجل أول أهدافه في شباك نادي الفحيحيل في عام 1993.

## مشواره مع منتخب الكويت
تم اختياره لصفوف منتخب الكويت الأول في عام 1992 إبان عهد المدرب السابق البرازيلي باولو كامبوس وشارك في الألعاب الأولمبية الصيفية 1992 في برشلونة، كما شارك في أسياد هيروشيما وقدم خلال تلك البطولة مستوى لافتًا وواصل المشاركة مع الأزرق في خليجي 12 في الامارات عام 1994، وعاد للمشاركة مع المنتخب الأولمبي في عام 1995، وكانت آخر مشاركاته الخارجية في كأس آسيا 1996 في الإمارات العربية المتحدة.

## التكريم
في ديسمبر عام 2000 نظّم النادي العربي المسابقة الثقافية السابعة والتي سميت باسمه تكريما له.

## روابط خارجية
- سامي اللنقاوي على موقع ناشيونال فوتبول تيمز (الإنجليزية)
- سامي اللنقاوي على موقع عالم كرة القدم.نت (الإنجليزية)
- سامي اللنقاوي على موقع أوليمبيديا (الإنجليزية)
- سامي اللنقاوي على موقع GSA (الإنجليزية)